# Kemonomimi

Wikipe-tan como una nekomimi.

Kemonomimi (獣耳 li. Orejas animales?) es un término utilizado en el manga y anime para describir personajes humanoides que presentan alguna característica animal, específicamente órganos como orejas, cola y garras.

## Especies
El kemonomimi es un elemento muy común en el anime y manga, además es un tipo de cosplay muy popular. El kemonomimi suele ser dividido en diferentes especies animales.

### Nekomimi
El nekomimi (猫耳, literalmente orejas de gato) es un término que se usa para referirse a la presencia de rasgos de felino como orejas, cola y garras en un cuerpo humano. El término para el kemonomimi femenino en inglés es catgirl y para el masculino catboy. En este tipo se incluye el gato doméstico y otros felinos salvajes como el león y el tigre. La primera catgirl fue Catwoman, de las series de Batman de DC Comics, que apareció en 1940. 
El nekomimi es probablemente el kemonomimi más común. Es encontrado en series de manga como Tokyo Mew Mew  y Loveless.

### Kitsunemimi
El kitsunemimi (狐耳, literalmente orejas de zorro) es el término que se refiere a la presencia de rasgos de zorro en un cuerpo humano. El término adaptado al inglés para referirse al kemonomimi femenino y masculino es foxgirl y foxboy, respectivamente. El kitsunemimi puede ser encontrado en obras de manga como Kanokon o Kamisama Hajimemashita.

### Inumimi
El inumimi (犬耳, literalmente orejas de perro) se refiere a la presencia de características caninas en un cuerpo humano.  El inumimi es frecuentemente relacionado con el kemonomimi masculino, es decir, no es frecuentemente visto entre mujeres. El más significativo ejemplo en el manga es InuYasha.

### Usagimimi
El usagimimi o Usamimi es un término menos común que se refiere a la presencia de características de conejo en un cuerpo humanoide. El usagimimi puede ser encontrado entre personajes de Touhou Project, tales como Reisen Udongein Inaba, Tewi Inaba y Mondaiji-tachi ga Isekai kara Kuru Sou Desu yo.

### Otros
Otros Kemonomimi menos recurrentes son Nezumi (Ratón), Ookami (Lobo), Araiguma (Mapache, usualmente un Tanuki), Risu (Ardilla), Hitsuji (Oveja), Ryu (Dragón), Ushimimi (Vaca), Umamimi (Caballo), Kumamimi (Oso) entre otros.